# Natporučnik
Natporučnik (natporučnica) je niži časnički vojni čin u Hrvatskoj vojsci, ispod satnika, a iznad poručnika. U Američkoj vojsci istovjetan je činu First Lieutenant.
U Hrvatskoj ratnoj mornarici odgovara činu poručnika fregate. 